# Aleksejs Volosanovs
Aleksejs Volosanovs (5 marzo 1975) è un ex calciatore lettone, di ruolo centrocampista.

## Carriera

### Club
Ha cominciato la sua carriera nel Rēzekne, giocando quattro stagioni dal 1994 (quando la squadra era ancora chiamata Vairogs) al 1998 (anno in cui si chiamò semplicemente Rēzekne).
Passò quindi al Dinaburg per due stagioni, prima di far ritorno al Rezekne, nel frattempo sceso in 1. liga. Dopo un breve ritorno in Virsliga con lo Zibens/Zemessardze, chiuse la carriera di nuovo al Rēzekne, nel frattempo rinominato Dižvanagi.

### Nazionale
Giocò la sua unica gara in nazionale l'8 febbraio 1998, in un'amichevole contro Malta nell'ambito del torneo Rothmans; la sua gara durò solo 42 minuti, venendo sostituito da Imants Bleidelis.

## Statistiche

### Cronologia presenze e reti in Nazionale
| Cronologia completa delle presenze e delle reti in nazionale ― Lettonia | Cronologia completa delle presenze e delle reti in nazionale ― Lettonia | Cronologia completa delle presenze e delle reti in nazionale ― Lettonia | Cronologia completa delle presenze e delle reti in nazionale ― Lettonia | Cronologia completa delle presenze e delle reti in nazionale ― Lettonia | Cronologia completa delle presenze e delle reti in nazionale ― Lettonia | Cronologia completa delle presenze e delle reti in nazionale ― Lettonia | Cronologia completa delle presenze e delle reti in nazionale ― Lettonia |
| Data                                                                    | Città                                                                   | In casa                                                                 | Risultato                                                               | Ospiti                                                                  | Competizione                                                            | Reti                                                                    | Note                                                                    |
| ----------------------------------------------------------------------- | ----------------------------------------------------------------------- | ----------------------------------------------------------------------- | ----------------------------------------------------------------------- | ----------------------------------------------------------------------- | ----------------------------------------------------------------------- | ----------------------------------------------------------------------- | ----------------------------------------------------------------------- |
| 8-2-1998                                                                | Attard                                                                  | Malta                                                                   | 2 – 1                                                                   | Lettonia                                                                | Torneo Rothmans                                                         | -                                                                       | 42’                                                                     |
| Totale                                                                  |                                                                         | Presenze                                                                | 1                                                                       |                                                                         | Reti                                                                    | 0                                                                       |                                                                         |